# March of the Eagles
March of the Eagles es un videojuego de estrategia desarrollado y publicado por Paradox Interactive y lanzado el 19 de febrero de 2013. El juego se desarrolla entre los años 1805-1820. Comenzó como una secuela del juego Napoleon's Campaigns de AGEOD, es más, originalmente se llamó Napoleon's Campaigns II. Como Paradox compró AGEOD, el juego pasó a ser desarrollado únicamente por ellos, utilizaron el motor Clausewitz, y cambiaron el título del juego por March of the Eagles. Virtual Programming lanzó una versión del juego para Mac OS X el 9 de mayo de 2013.

## Jugabilidad
March of the Eagles es un juego que le permite al jugador controlar cualquiera de las principales potencias europeas durante las Guerras Napoleónicas . Al igual que en otros juegos de Paradox, el jugador toma decisiones basándose en las fuerzas armadas, la producción y la diplomacia. March of the Eagles también incorpora diferentes condiciones de victoria para diferentes naciones.

### Dominación
Francia comienza como la mayor potencia terrestre en el juego y Gran Bretaña comienza como la mayor potencia naval . El juego pone un gran enfoque en las coaliciones, que solo pueden ser formadas por una de los potencias dominantes. Por ejemplo, si Rusia reemplaza a Francia como la mayor potencia terrestre, pasaría a liderar la coalición contra la potencia naval dominante (Gran Bretaña al principio). En el juego hay un libro de contabilidad que permitirá al jugador realizar un seguimiento de que país es dominante y quién es su mayor rival en cada momento. Cualquier otro país puede volverse dominante tomando el control de provincias específicas.
Para las grandes potencias, el Dominio Terrestre y el Dominio Naval son factores cruciales para la victoria, y en las potencias secundarias, en cambio, lo que les puede conducir a la victoria es el éxito de su alianza.

### Ideas
El juego también usa "ideas", estas reemplazan el árbol tecnológico utilizado en juegos similares de Paradox. Los puntos de idea se ganan a través de las batallas, y al perder una batalla es posible que tu nación gane más puntos de idea que al ganarla, equilibrando el juego a medida que avanza. Las ideas pueden tener un efecto de gran alcance en el país, afectar el combate terrestre, el combate naval, las finanzas y la mano de obra. Las grandes potencias también tienen una sección de ideas específicas para ellas.
A diferencia de otros juegos de Paradox, puedes personalizar la formación de tus ejércitos para (por ejemplo) determinar que unidades van en qué flancos.

### Grandes potencias
Los grandes potencias en el juego son:
- Imperio Francés
- Imperio Austríaco
- Imperio Otomano
- Reino de España
- Reino de Suecia
- Reino Unido
- Imperio Ruso
- Reino de Prusia

### Potencias secundarias
Las potencias secundarias en el juego son los otros estados europeos que existían en el año 1805, por ejemplo, el Reino de Portugal, el Reino de Nápoles, el Reino de Dinamarca y la República de Batavia entre otros.

## Desarrollo
Chris King (quien también trabajó en otros juegos de Paradox basados en Clausewitz Engine como Victoria II y Sengoku ) fue el diseñador de March of the Eagles que. originalmente, se llamó Napoleon's Campaigns II.
AGEOD lanzó Napoleon's Campaigns en 2007, y Paradox adquirió la empresa en diciembre de 2009. Paradox tuvo una idea para crear la secuela basándose en la guerra de Hearts of Iron, el diseño de Europa Universalis y la capacidad para "ganar", como en Sengoku . La versión beta se lanzó en agosto de 2012.
Sin embargo a diferencia de Europa Universalis y Hearts of Iron, March of the Eagles no cuenta con un mapa completo del mundo sino que se limita al continente europeo y la coste norte de África.

## Recepción
Después de su lanzamiento, el juego tenía una puntuación total de 71 en Metacritic. Al escribir sobre el juego, IGN dijo: "March of the Eagles puede que tenga ambiciones más limitadas que sus primos de gran estrategia, pero al limitar sus objetivos, hace que sus éxitos sean más evidentes. Es una experiencia de estrategia relativamente breve y accesible que es buena jugando solo y aún mejor con amigos". También recibió elogios por su modo multijugador en particular. Destructoid dijo: "La diplomacia, las puñaladas por la espalda y la rivalidad que tanto amo permanecen intactas cuando agregas oponentes humanos, especialmente en un entorno LAN, y ha sido sinceramente una de las experiencias más agradables que he tenido nunca con un juego de estrategia".
Sin embargo, algunas reseñas (incluyendo IGN) comentaron que notaron una falta de profundidad en comparación con otros títulos de Paradox.